# Ognes, Aisne
Ognes là một xã ở tỉnh Aisne, vùng Hauts-de-France thuộc miền bắc nước Pháp.